# Herbert M. Shelton
Herbert MacGolfin Shelton (ur. 6 października 1895, zm. 1 stycznia 1985) – amerykański pisarz, dziennikarz i propagator medycyny alternatywnej zwłaszcza ortopatii bazującej na dietach i postach, pacyfista, wegetarianin. Praktykował medycynę bez licencji. W 1956 z ramienia Amerykańskiej Partii Wegetariańskiej został nominowany jako kandydat na prezydenta Stanów Zjednoczonych.

## Twórczość
- The Hygienic System, Vol. II: Food and Diet. soilandhealth.org. [zarchiwizowane z tego adresu (2015-08-04)]., 1935, Library of new Atlantis, San Antonio, Texas, ISBN 1-57179-415-8,
- The Hygienic System, Vol. III: Fasting and Sun Bathing for Healing Disease, 1934, Self Published, San Antonio, Texas,
- The Hygienic System: Vol VI Orthopathy. soilandhealth.org. [zarchiwizowane z tego adresu (2015-06-10)]., 1939, Dr. Shelton's Health School, San Antonio, Texas.
- Natural Hygiene: Man's Pristine Way Of Life, Dr. Shelton's Health School, San Antonio, Texas, 1968.
- Hygienic Care of Children, Dr. Shelton's Health School, San Antonio, Texas, 1931.
- Living Life to Live it Longer: A Study in Orthobionomics, Orthopathy and Healthful Living, 1926, Kessinger Publishing, Oklahoma City, ISBN 0-7661-8568-0,
- Shelton, Herbert M. / Willard, Jo / Oswald, Jean A.. The Original Natural Hygiene Weight Loss Diet Book (1986) Keats Publishing, Inc. New Canaan, Connecticut ISBN 0-87983-376-9